# Langstaartbosnimf
De langstaartbosnimf (Thalurania watertonii) is een vogel uit de familie Trochilidae (kolibries). De vogel is genoemd naar de Engelse natuuronderzoeker Charles Waterton. Het is een bedreigde, endemische vogelsoort in oostelijk Brazilië.

## Kenmerken

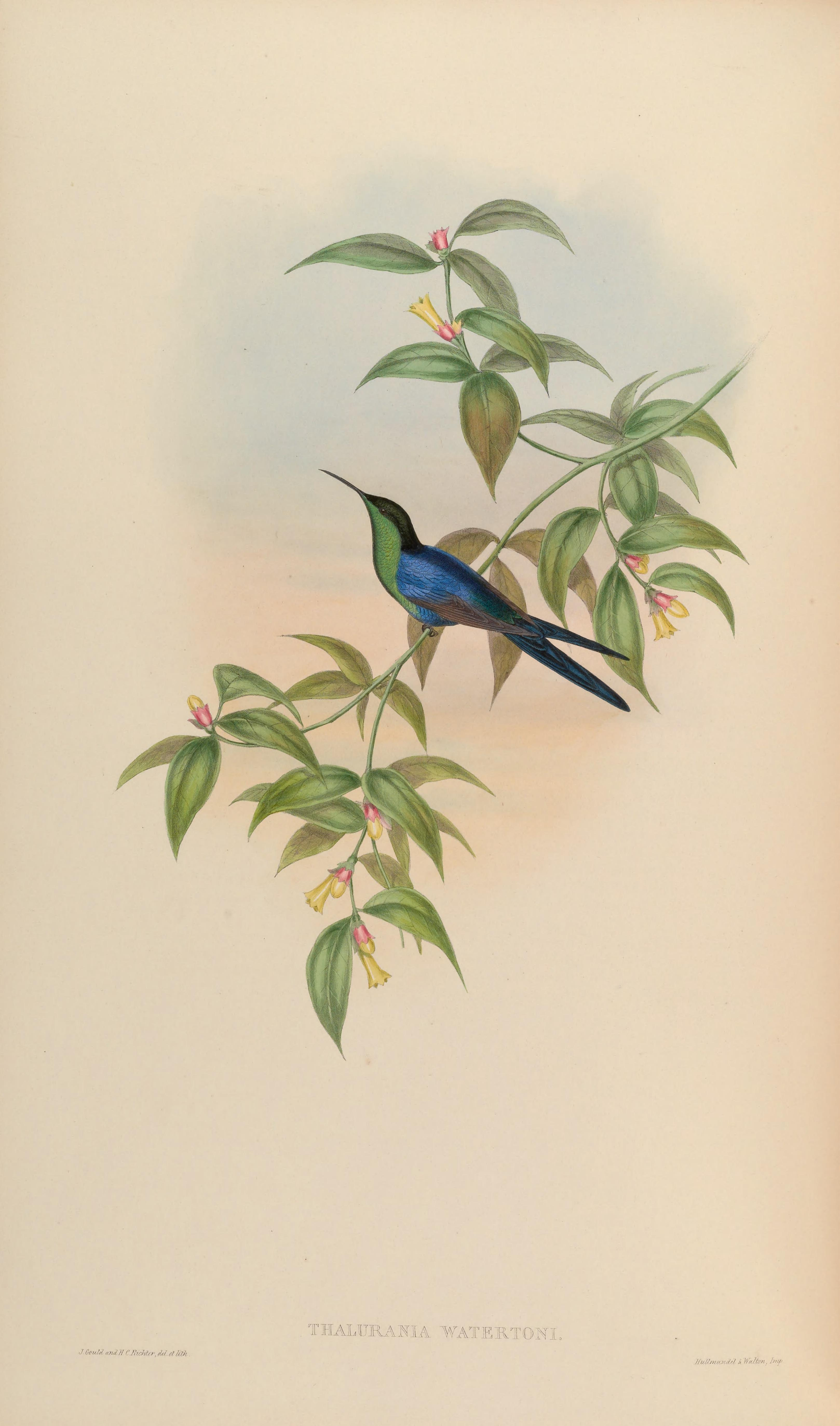
Illustratie uit 1861

Het mannetje van deze soort kolibrie is ongeveer 13 cm lang, het vrouwtje 10 cm. Beide hebben een rechte, middellange snavel. Het mannetje is groen op de kruin en nek en verder iriserend donkerpaars tot blauw van boven en grasgroen van onder, met weer paarsblauw op de flanken en een lange, diepgevorkte staart. Het vrouwtje is goudgroen op de kruin en achterste deel van de nek, blauwgroen op de rug en op de borst en buik egaal grijswit gekleurd. Haar staart is veel korter en licht gevorkt.

## Verspreiding en leefgebied
Deze soort is endemisch in de kustgebieden van de Braziliaanse deelstaten Pernambuco, Alagoas en Sergipe. Het leefgebied bestaat uit regenwoud in laagland, cerrado, aangeplant bos en parken.

## Status
De langstaartbosnimf heeft een beperkt verspreidingsgebied en daardoor is de kans op uitsterven aanwezig. De grootte van de populatie werd in 2015 door BirdLife International geschat op 1000 tot 2500 volwassen individuen en de populatie-aantallen nemen af door habitatverlies. Het leefgebied wordt aangetast door ontbossing en versnippering. Om deze redenen staat deze soort sinds 2015 als bedreigd op de Rode Lijst van de IUCN.